# Tetsurō Ban
Tetsurō Ban (jap. 阪 哲朗, Ban Tetsurō; * 1968 in Kyōto, Japan) ist ein japanischer Dirigent. 

## Leben
Ban, der seit dem vierten Lebensjahr Klavierunterricht nahm, studierte an der Städtischen Kunsthochschule Kyōto Komposition und dirigierte mit 19 Jahren erstmals den Rundfunkchor des NHK Ōsaka.
Seit 1990 lebte er in Europa, setzte zunächst sein Dirigierstudium bei Karl Österreicher in Wien fort und arbeitete als Assistent von Michael Tilson Thomas und Christoph Eschenbach. Im Oktober 1995 gewann er den 1. Preis beim Dirigentenwettbewerb in Besançon.
Nach Engagements am Brandenburger Theater und an der Komischen Oper Berlin wurde er 2005 zum Generalmusikdirektor der Landeskapelle Eisenach berufen.
Vom Anfang der Spielzeit 2009/2010 bis zum Ende der Spielzeit 2017 war Tetsuro Ban Generalmusikdirektor am Theater Regensburg. Danach kehrte er wieder in sein Heimatland zurück.